# Convención sobre los Derechos del Niño

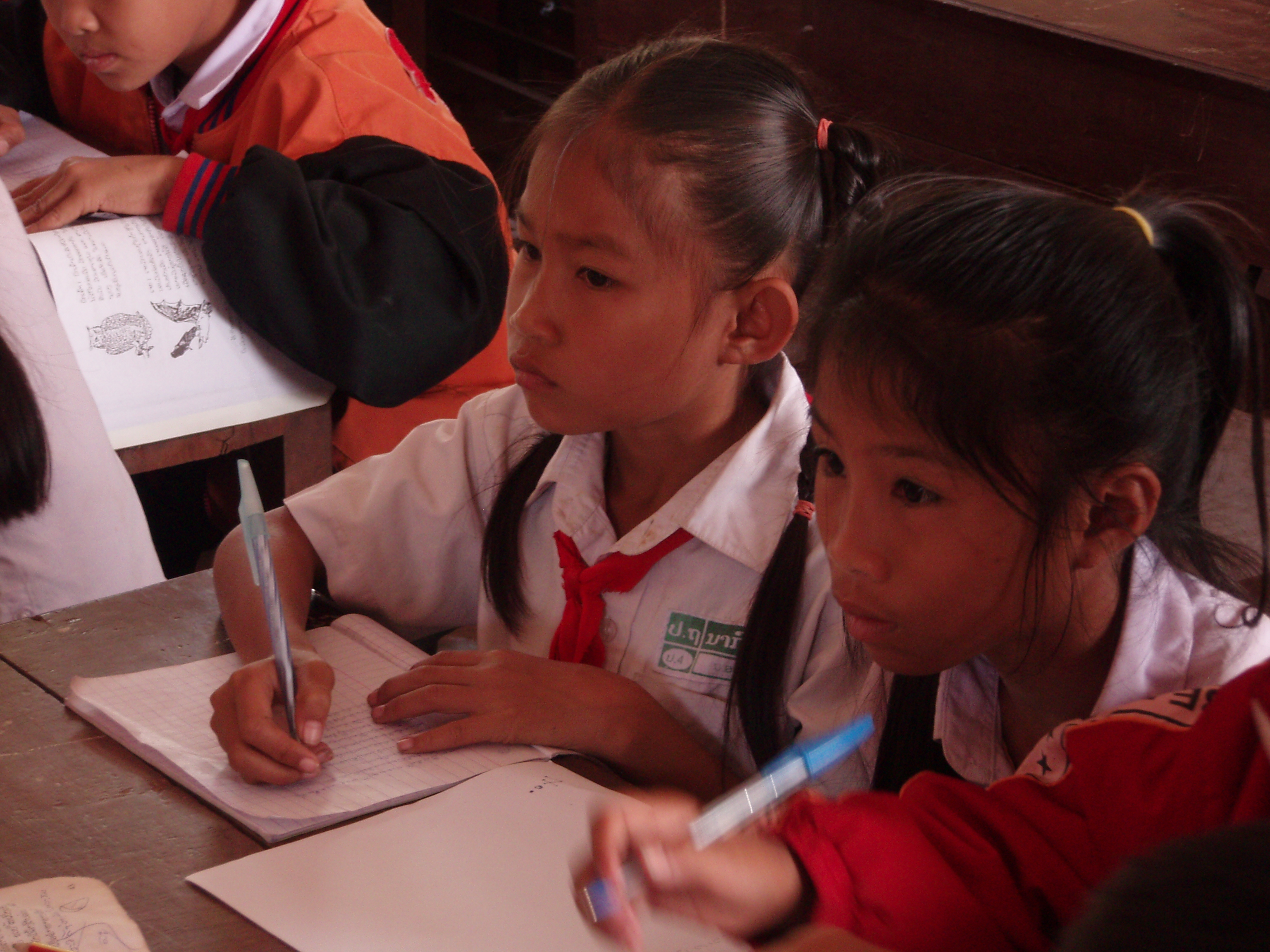
El artículo 28 de la Convención reconoce el derecho a la educación de los niños

Verde: Firmado y ratificado. Violeta: Solo firmado. Naranja: Ni firmado ni ratificado

La Convención sobre los Derechos del Niño (CDN, en inglés CRC) es un tratado internacional de las Naciones Unidas, firmado el 20 de noviembre de 1989 y en vigor desde el 2 de septiembre de 1990, a través del cual se enfatiza que los niños tienen los mismos derechos que los adultos y se subrayan aquellos derechos que se desprenden de su especial condición de seres humanos que, por no haber alcanzado el pleno desarrollo físico y mental, requieren de protección especial.
Es el primer tratado vinculante a nivel nacional e internacional que reúne en un único texto sus derechos civiles, políticos, sociales, económicos y culturales. El texto de la CDN al que suscriben los Estados está compuesto por un conjunto de normas para la protección de la infancia y los derechos del niño. Esto quiere decir que los Estados que se adhieren a la convención se comprometen a cumplirla, salvo en aquellas cuestiones sobre las que hubieran efectuado una reserva. En virtud de ello se comprometen a adecuar su marco normativo a los principios de la CDN y a destinar todos los esfuerzos que sean necesarios para lograr que cada niño goce plenamente de sus derechos.
La convención está compuesta por 54 artículos que consagran el derecho a la protección de la sociedad y el Estado.

## Importancia de la Convención
Por primera vez, en comparación con tratados anteriores, la convención reconoce a los niños como sujetos de derecho, pero convierte a las personas adultas en sujetos de responsabilidades.
Por otra parte, también es significativo que se trate de una convención en lugar de una declaración. Esto significa que los Estados participantes adquieren la obligación de garantizar su cumplimiento. La Declaración Universal de los Derechos Humanos, como declaración, es una serie de principios y normas que los Estados crean y se comprometen a cumplir internamente en sus naciones, pero quienes la firman no adquieren la obligación de cumplir su articulado.
Además, es el tratado internacional que reúne al mayor número de Estados que han ratificado un tratado: actualmente, ha sido ratificado por 196 estados reconocidos en la Asamblea General de las Naciones Unidas (todos los estados con la excepción de los Estados Unidos de América). Somalia comenzó la ratificación de la convención (con algunas excepciones) en enero de 2015, finalizando este proceso en octubre de 2015.

## Principios rectores de la convención
Como todos los tratados sobre derechos humanos, el texto de la CDN se fundamenta en tres grandes principios: los derechos son universales, es decir que conciernen a todos los niños; son indivisibles, dado que la CDN no jerarquiza los derechos que contiene, y, estrechamente vinculado con lo anterior, son interdependientes. En otras palabras, no hay primacía de un derecho sobre los demás por cuanto el cumplimiento de cada uno depende de la garantía efectiva del resto.
A estas nociones compartidas con el conjunto de tratados de derechos humanos, se le suman cuatro principios específicos de la CIDN: el interés superior del niño, el derecho a la no discriminación, el derecho a la vida, la sobrevivencia y el desarrollo y finalmente, el derecho a la libertad de expresión y a ser escuchado. En efecto, el Comité de los Derechos del Niño otorgó mayor relevancia al contenido de los artículos 2, 3, 6 y 12. que contienen estas nociones, posicionándolas como “principios generales”. De este modo, de acuerdo con el SIPI, estos artículos constituyen derechos en sí mismos, y a la vez se instauran como guía para la interpretación y respeto de todos los demás derechos presentes en la Convención

## Convención Internacional de los derechos del niño
Considerando que el niño debe estar plenamente preparado para una vida independiente en sociedad y ser educado en el espíritu de los ideales proclamados en la Carta de las Naciones Unidas y, en particular, en un espíritu de paz, dignidad, tolerancia, libertad, igualdad y solidaridad, ha considerado lo siguiente, Principios fundamentales de la Convención: Artículo N° 1.-
 " Para los defectos de la presente Convención, se entiende por niño todo ser humano menor de dieciocho años de edad, salvo que, en virtud de la ley que le sea aplicable, haya alcanzado antes la mayoría de edad "

## La convención en América Latina
Todos los países latinoamericanos ratificaron la Convención. De acuerdo con el Sistema de información sobre la primera infancia SIPI, el rango que el país decide otorgar a la CDN es sustantivo debido a la consecuencia jurídica que implica dentro de su sistema jurídico. 
El valor jurídico de la CDN está dado por su posición respecto a la Constitución Nacional, ya que el texto constitucional es la ley suprema de un país. Allí se establecen los fundamentos de convivencia civil y actuación de los poderes públicos con el fin de garantizar los derechos de los ciudadanos. El carácter fundamental de la Constitución se sostiene en que sus mandatos quedan fuera de las discrecionalidades partidarias, su texto no puede ser alterado, ni modificado por los poderes públicos en su actuación ordinaria. Por el contrario, sus principios se instauran como orientadores y en virtud de ello, a la vez que potencia, limita el ejercicio de las funciones de los poderes públicos.
El mayor rango jurídico que puede otorgarle un país a la CDN es el supraconstitucional. En estos casos, el tratado internacional se antepone a la ley suprema. Le sigue el rango constitucional, a través del cual la Convención tiene igual primacía que el texto constitucional. Si la CDN tiene rango supralegal, su texto prevalece cuando una ley del ordenamiento jurídico interno entra en contradicción con sus principios. Por el contrario, si la CDN tiene rango legal ésta adquiere el mismo valor jurídico que cualquier otra ley ordinaria.
En América Latina, solo Guatemala posiciona a la CDN en rango supraconstitucional. Argentina, República Dominicana, Colombia, Venezuela y México, le han otorgado rango constitucional, mientras que Bolivia, Costa Rica, Ecuador, El Salvador, Honduras y Paraguay, posicionan al texto de la Convención como supralegal. Por último se encuentra el grupo de países que le ha dado a la CDN rango legal, conformado por Chile, Cuba, Nicaragua, Panamá, Perú y Uruguay.

## Historia de la convención

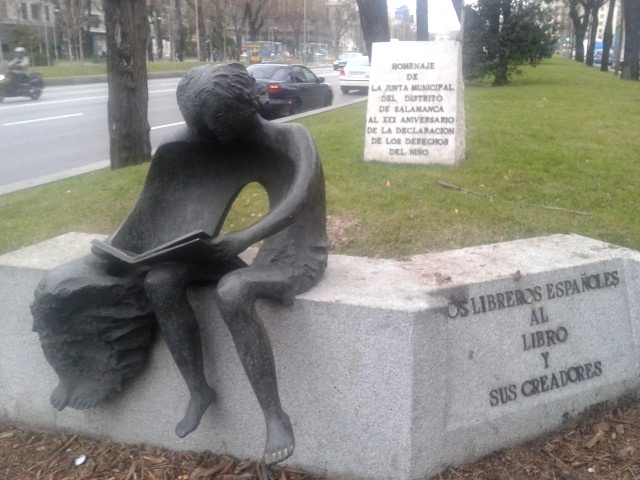
Homenaje de la Junta Municipal del Distrito de Salamanca al XXX Aniversario de la Declaración de los Derechos del Niño

Eglantyne Jebb fundó en Londres en 1919 Save the Children Fund para ayudar y proteger a los niños afectados por la guerra. En 1920, esta organización se estructuró en torno a la Union Internationale de Secours aux Enfants), con el apoyo del Comité Internacional de la Cruz Roja.
En 1924, la Sociedad de las Naciones adoptó la Declaración de Ginebra (versión en francés), un texto histórico que reconoce y afirma, por primera vez, la existencia de derechos específicos para los niños y las niñas, pero sobre todo la responsabilidad de los adultos hacia ellos.
El 23 de febrero de 1923, la Alianza Internacional Save the Children adoptó en su IV Congreso General, la Primera Declaración de los Derechos del Niño, que luego fue ratificada por el V Congreso General el 28 de febrero de 1924. Finalmente fue adoptada en diciembre de 1924 por Sociedad de las Naciones en su V Asamblea.
La Organización de las Naciones Unidas aprobó en 1948 la Declaración Universal de los Derechos Humanos que, implícitamente, incluía los derechos de la infancia. Sin embargo, posteriormente se llegó al convencimiento de que las particulares necesidades de los niños y niñas debían estar especialmente enunciadas y protegidas. Más tarde, en 1959, se aprobaría la Declaración de los Derechos del Niño, que cuenta con 10 artículos.
Estos tratados son los principales antecesores de la convención:
| Año  | Tratado                                                                                                 | Número de artículos |
| ---- | --- | ------------------- |
| 1924 | Declaración de Ginebra sobre los Derechos del Niño                                                      | 5                   |
| 1948 | Declaración Universal de los Derechos Humanos (no los menciona específicamente, pero sí implícitamente) | 30                  |
| 1959 | Declaración de los Derechos del Niño                                                                    | 10                  |
| 1989 | Convención sobre los Derechos del Niño                                                                  | 54                  |

## Protocolos facultativos
Esta convención está desarrollada o complementada por los siguientes protocolos:
- Protocolo facultativo de la Convención sobre los Derechos del Niño relativo a la venta de niños, la prostitución infantil y la utilización de niños en la pornografía; Resolución A/RES/54/263 del 25 de mayo de 2000, entrada en vigor el 18 de enero de 2002.
- Protocolo facultativo de la Convención sobre los Derechos del Niño relativo a la participación de niños en los conflictos armados, Resolución A/RES/54/263 del 25 de mayo de 2000, entrada en vigor el 12 de febrero de 2002.[11]
- Protocolo facultativo de la Convención sobre los Derechos del Niño relativo al procedimiento de comunicaciones; Resolución 17/18, de 17 de junio de 2011, entrada en vigor el 14 de abril de 2014.[12]

Se han hecho propuestas de protocolos facultativos adicionales. En 2020, la "Comisión independiente Lancet-OMS-UNICEF" propuso el desarrollo de un protocolo facultativo para proteger a los niños de la comercialización de tabaco, alcohol, leche de fórmula, bebidas azucaradas, juegos de azar y redes sociales potencialmente dañinas, y el inapropiado uso de sus datos personales. (La OMS también tiene su propio capacidad para hacer tratados.) En 2022, un grupo de expertos en educación y derechos del niño se unió a un llamado para una actualización del derecho a la educación bajo el derecho internacional para garantizar explícitamente los derechos de los niños a la educación preescolar gratuita y a la educación secundaria gratuita. Human Rights Watch ha sugerido hacerlo a través de un cuarto protocolo facultativo a la Convención sobre los Derechos del Niño.

## Observaciones generales
Son documentos que de forma periódica elabora el Comité de los Derechos del Niño para ayudar a la adecuada interpretación y aplicación de los derechos de la infancia según la Convención sobre los Derechos del Niño. Se parte de la idea de que la Convención es un documento vivo, cuya aplicación deber ser objeto de constante supervisión. Estos textos se pueden aplicar para abordar aquellos aspectos sobre los que el Comité constata que falta la debida atención, en los que se incurre habitualmente en interpretaciones erróneas o insuficientes, o bien surge la necesidad de abordar nuevos aspectos de creciente preocupación.
En total, se han publicado hasta ahora 26 Observaciones Generales que versan sobre campos como la educación, el VIH/sida, la salud en general, el trato hacia las personas menores de edad no acompañadas y separadas de su familia fuera de su país de origen, la protección contra los castigos corporales, los derechos de niños con discapacidad, la justicia de menores, la situación de la infancia indígena, el derecho a la participación, el derecho a no ser objeto de ninguna forma de violencia, el principio del interés superior del niño, el derecho al juego, sobre las obligaciones del Estado en relación con el impacto del sector empresarial en los derechos de niñas y niños, derechos de los niños y niñas en el contexto de la migración internacional y los derechos del niño y el medio ambiente, con especial atención al cambio climático.

## Seguimiento del cumplimiento de la convención
Los Estados Partes se comprometen a presentar al Comité de los Derechos del Niño informes sobre las medidas que adopten para dar efecto a los derechos reconocidos en la Convención y sobre el progreso que hayan realizado las medidas tomadas.
Los informes recogen también las circunstancias y dificultades, si las hay, que afectan al grado de cumplimiento de las obligaciones derivadas de la Convención.
El primer informe ha de entregarse en el plazo de dos años a partir de la fecha en la que entre en vigor la Convención para cada Estado Parte. En lo sucesivo, cada cinco años. Además, los Estados tienen obligación de difundir, entre el público de sus respectivos países, los informes elaborados.

### Informes de seguimiento por países
- España. Fecha de publicación de su último informe: 20 de mayo de 2008.[19]

- Argentina. El último informe fue presentado en el año 2018.[20]

- Costa Rica. El último informe fue presentado en el año 2009.[21]

- Ecuador. El último informe fue presentado en el año 2008.[22]

- México. El último informe fue presentado en el año 2004.[23]

- Paraguay. El último informe fue presentado en el año 2008.[24]

- Bolivia. El último informe fue presentado en el año 2008.[25]

- Colombia. El último informe fue presentado en el año 2014.[26]

- República Dominicana. El último informe fue presentado en el año 2004.[27]

## Los informes complementarios
El Informe complementario, sombra, paralelo o alternativo es un documento de seguimiento elaborado por actores de la sociedad civil que aborda y analiza desde un punto de vista crítico los informes y resoluciones oficiales gubernamentales.
El Comité de los Derechos del Niños también recibe informes sombra a la Convención, aceptados gracias al artículo 45, que indica que el mismo Comité puede invitar a "otros organismos competentes que consideren apropiados a que proporcionen asesoramiento especializado sobre la aplicación de la Convención en los sectores que son de incumbencia de sus respectivos mandatos".

### Informes complementarios de España
La Plataforma de Organizaciones de Infancia presentó el documento Informe complementario al III y IV Informe de aplicación de la Convención sobre los Derechos del Niño en España ante el Comité de los Derechos del Niño.
De entre todas las preocupaciones, la organización destaca:
- La revisión y armonización pendiente de las edades mínimas en las que el ordenamiento concede trascendencia jurídica a actos ejecutados por niños y niñas
- Los recursos "claramente limitados" del Observatorio de la Infancia, además del hecho de que sus decisiones no son vinculantes
- La existencia de diferencias de recursos entre comunidades autónomas
- La dificultad para identificar el presupuesto real destinado a infancia
- El temor a que la crisis provoque una reducción drástica de las inversiones
- La carencia de un sistema integral de recogida y análisis de información que dificulta la recogida de información necesaria para formular y evaluar las políticas de infancia
- La falta de difusión y conocimiento de la Convención sobre los Derechos del Niño, subrayando la falta de adaptación de materiales a un lenguaje comprensible para niños y niñas y la falta también de formación específica de profesionales
- El desconocimiento del derecho de participación infantil que provoca el posible impulso de iniciativas dispares y sin carácter de permanencia
- La falta de financiación para evaluar los contenidos de los medios de comunicación, internet y publicidad que se emiten y la falta de financiación para producir más contenidos educativos; a pesar del crecimiento del consumo
- La falta de cobertura de las demandas sociales por parte de los programas preventivos de intervención familiar. Señala la Plataforma que "la detección precoz de las situaciones de riesgo evita abandono y maltrato posterior"
- La no existencia de un procedimiento uniforme que determine el interés superior del niño o niña y que garantice la interpretación particularizada de cada caso
- El alto porcendaje de las niñas y los niños en España que vive bajo el umbral de la pobreza
- Los cambios legislativos en la educación formal sin evaluaciones previas y coordinadas

## Nuevas leyes y códigos de la infancia
La adopción de la CDN como marco regulador de la relación entre el Estado y la infancia trae aparejada su progresiva incorporación al ordenamiento jurídico de cada país. Las leyes de protección integral o códigos de la infancia regulan en cada país al conjunto de normativas que afectan a los titulares de derechos que establece la CDN. Su promulgación constituye un avance significativo hacia la construcción de un Sistema de Protección de los Derechos. No se trata ya de adherir al texto de la convención, sino de interpretarlo con el propósito de crear los procedimientos, asignar recursos, establecer reglas internas, y crear la institucionalidad adecuada para dar cumplimiento a los derechos de los niños en cada uno de los países.
Al enfocar en la fecha de promulgación de las nuevas leyes de infancia por parte de los Estados latinoamericanos, se observa que transcurrió un tiempo considerable entre la ratificación o adhesión de la Convención y la entrada en vigor de los nuevos códigos internos. Este proceso se acelera a partir de los últimos años de la década del ’90 y principios de los 2000. Este cambio obedeció en gran medida a la a las acciones llevadas adelante por las organizaciones de la sociedad civil y algunos organismos internacionales particularmente comprometidos con la implementación de la CDN. Además, es importante considerar el doble y paradójico movimiento histórico en que se enmarca la adopción de la convención. A la vez que el resultado del lento proceso de retorno a la democracia su firma coincidió con el inicio de la retirada del Estado de su función social.
En este contexto particularmente complejo, se desarrolló una estrategia de promoción de los derechos del niño mediante la celebración de dos cursos. Por un lado, en 1999, el tradicional curso interamericano de derechos humanos organizado por el Instituto de Derechos Humanos (IIDH) de Costa Rica vinculó por primera vez los derechos humanos con la infancia. Poco después, Unicef apoyó una formación centrada en temas de protección de derechos humanos de la niñez.

## Caso Guatemala
Un acontecimiento bisagra en la relación del Estado con la infancia fue la sentencia de la Corte Interamericana de Derechos Humanos sobre el caso “Niños de la Calle” Villagrán Morales y otros vs Guatemala. Esta fue la primera vez que la Corte Interamericana falló en un caso por violación de los derechos de los niños. En junio de 1990 cinco niños que vivían en la calle de la ciudad de Guatemala fueron secuestrados, torturados y asesinados por fuerzas de seguridad estatales. Luego de más de dos años de intentos fallidos por llevar el caso a juicio en Guatemala, la denuncia fue presentada formalmente a la Comisión Interamericana de Derechos Humanos (CIDH) por el Centro por la Justicia y el Derecho Internacional (CEJIL) y Casa Alianza. Posteriormente fue presentado ante la Corte Interamericana por la CIDH. En 1999 la Corte decide por unanimidad declarar responsable al Estado de Guatemala, por violar derechos consagrados en la Convención Americana sobre Derechos Humanos (CADH), específicamente el derecho a la vida, la integridad física, libertad personal, garantías judiciales, protección judicial y los derechos del niño. Este es el primer fallo del sistema interamericano en el que la Corte utiliza por primera vez la pauta de interpretación que llamará corpus juris. El 26 de mayo de 2001, la Corte ordenó al Estado de Guatemala que además de compensar económicamente a las familias y sancionar a los culpables, adecuara su legislación doméstica al artículo 19 de la Convención Americana. El Estado de Guatemala adoptó estas medidas en los meses siguientes. El Código de los Menores, vigente desde 1979, fue abolido en forma inmediata pero fue necesaria la movilización de la sociedad civil para que finalmente cuatro años después del fallo, el 4 de junio de 2003, entrara en vigor la Ley de Protección Integral de Niñez y Adolescencia. Este fallo emblemático puso de relieve la necesidad de redefinir la relación del Estado con la infancia, y la relevancia de introducir como marco rector a la CDN. A partir de entonces, se dinamizó el proceso de adecuación normativa a los principios de la CDN en prácticamente todos los países que aún no lo habían iniciado.

## Observaciones finales
Tras recibir los informes de los Estados, el Comité puede formular sugerencias y recomendaciones generales basadas en esa información recibida.

### Observaciones finales a España
El último informe de Observaciones del Comité sobre la situación en España se hizo público el 3 de noviembre de 2009.
Este documento recoge y reconoce, entre otros, algunos avances significativos realizados en los últimos años, pero sigue poniendo un énfasis especial en algunos aspectos como:
- La falta de coordinación interinstitucional entre las diferentes comunidades autónomas
- La falta de datos estadísticos fiables y globales sobre infancia que recojan la realidad de los niños y niñas en España
- La situación de los menores extranjeros no acompañados
- La situación de los niños y niñas en los centros de protección
- Las tasas de fracaso escolar o de pobreza infantil

### Observaciones finales a Argentina
El último informe de Observaciones del Comité sobre la situación en Argentina se hizo público el 7 de junio de 2018. Señala la atención del Estado en las siguientes esferas, donde se deberán tomar medidas urgentes: derecho a la supervivencia y al desarrollo, la tortura y la violencia institucional, la explotación y los abusos sexuales, los niños privados de un entorno familiar, el nivel de vida y la justicia juvenil.
Entre las recomendaciones del CRC se encuentran:
- Designar un Defensor del Niño y alinear las legislaciones jurisdiccionales a la legislación nacional.
- Garantizar que todos los niños, niñas y adolescentes (en particular aquellos con discapacidades, indígenas, pobladores rurales, migrantes y los pertenecientes a la comunidad LGBTI) tengan igual acceso a una vivienda adecuada, educación, protección social y atención sanitaria.
- Implementar medidas para erradicar las causas de mortalidad infantil.
- Alinear la legislación vigente sobre justicia penal juvenil a con la Convención, asegurando que la detención de niños y adolescentes se utilizará como último recurso, se analizará el impacto en la salud mental de los menores de edad y que se excluirán todas las medidas que aumentarían las sentencias o reducirían la edad de imputabilidad.
- Garantizar la inclusión de educación sexual y reproductiva en todos los centros educativos y el acceso a servicios de aborto sin riesgo y de atención posterior al aborto.
- Intensificar esfuerzos para erradicar el trabajo y la explotación sexual infantil. Desarrollar políticas públicas que protejan a niños y adolescentes en situación de calle, migrantes y refugiados.

Argentina reportará nuevamente al CRC en el año 2023.